# Secret: Untold Melody
Secret: Untold Melody (en hangul, 말할 수 없는 비밀; romanización revisada, Malhal su eopsneun bimil; literalmente, «Un secreto que no se puede contar») es una película surcoreana dirigida dirigida por Seo Yoo-min y protagonizada por Doh Kyung-soo, Won Jin-ah y Shin Ye-eun. Es un drama romántico y de fantasía, y es una versión del filme taiwanés de 2007 Secret, escrito, dirigido y protagonizado por Jay Chou. Se estrenó en su país el 27 de enero de 2025.

## Sinopsis
Yoo-jun, un pianista que estudia en Alemania, sufre una lesión de muñeca que compromete su incipiente carrera como concertista; vuelve entonces a Corea como estudiante de intercambio para tratar su muñeca. Allí busca un nuevo comienzo como profesor de piano en una prestigiosa escuela de música. El primer día de clase se siente atraído por una misteriosa y cautivadora melodía de piano y va a la sala de ensayo, donde conoce a Jung-ah, la intérprete de aquella. Yoo-jun y Jung-ah se enamoran a primera vista, pero poco a poco a él lo va desconcertando el comportamiento errático de ella. A menudo falta a clases y cuando le piden sus datos de contacto, dice que no tiene número de teléfono. Los dos siempre se encuentran por accidente. Parecen cercanos pero en realidad están distantes. Esto preocupa mucho a Yoo-jun, que empieza a darse cuenta de que Jung-ah está conectada con un pasado olvidado. Un día, ella desaparece después de que In-hee, una estudiante de violín en la escuela, se declara a Yoo-jun, y este, buscando su paradero, descubre un secreto increíble. Al final, debe tomar una decisión imposible que determinará su destino.

## Reparto

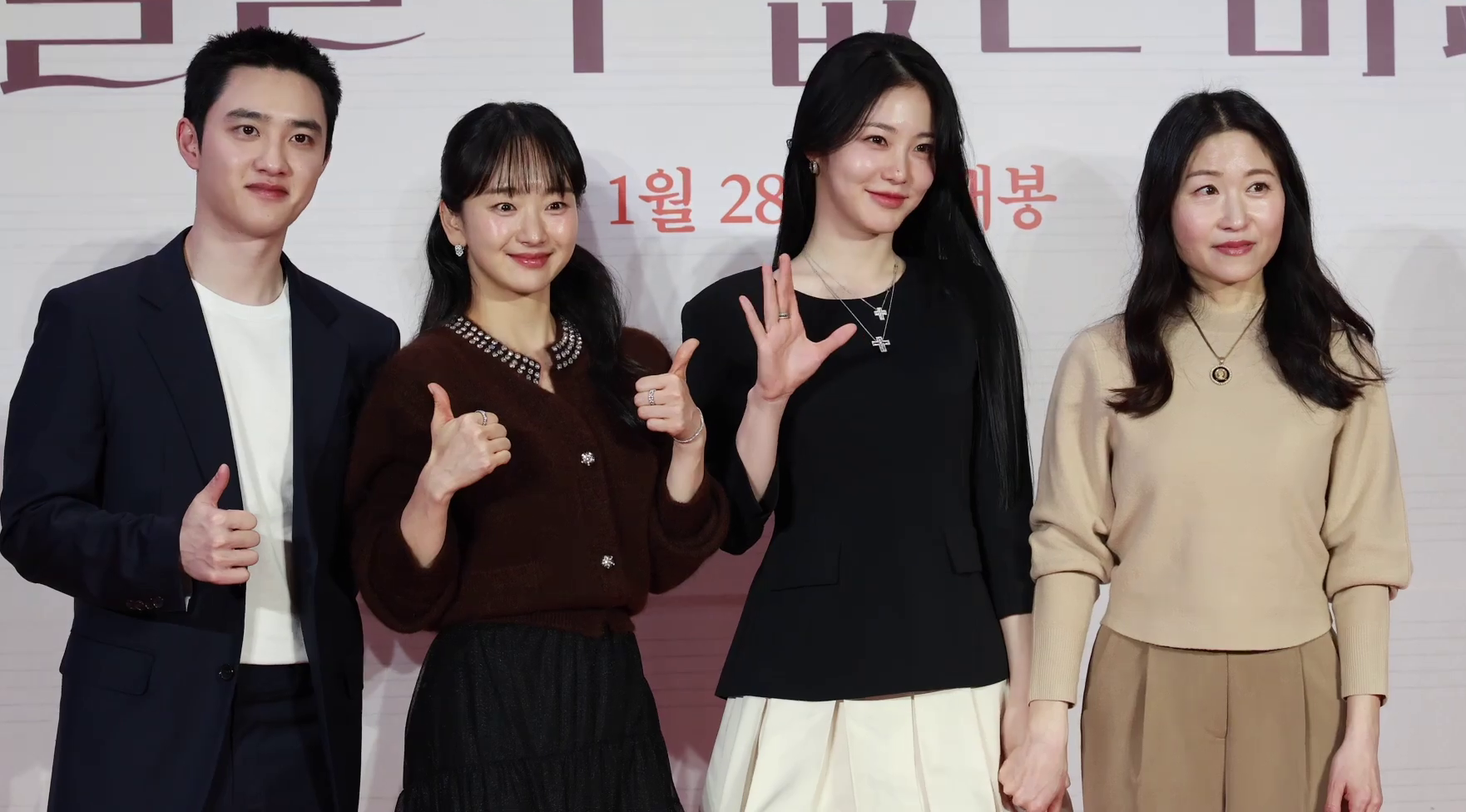
D.O., Won Jin-ah, Shin Ye-eun y la directora Seo Yoo-min durante la presentación de la película, 10 de enero de 2025

- Doh Kyung-soo como Kim Yoo-jun, un talentoso pianista que vuelve a Corea como estudiante de intercambio y acaba enseñando en una escuela de música.[1][2]
- Won Jin-ah como Yoo Jung-ah, la novia de Yoo-jun, una estudiante de la escuela de música que esconde un secreto.[3][4]
- Shin Ye-eun como Park In-hee, una estudiante de violín que está interesada en Yoo-jun.[5][6]
- Bae Seong-woo como Kim Seung-ho, el padre de Yoo-jun y exmarido de Yeon-seo.[7]
- Kang Kyung-hun como Yeon-seo, la madre de Yoo-jun.
- Kang Mal-geum como Min-sook, la madre de Jung-ah.[8]
- Ahn Seung-gyun como Gyeong-bong, estudiante de último año de Yoo-jun.[9]
- Lim Sung-jae como Go Tae, estudiante de último año de Yoo-jun.
- Jin Yu como Jae Shik, estudiante de último año de Yoo-jun.
- Kim Wook como Lee Jae-sik.[10]
- Kim Gyu-seon como profesora de Historia de la música occidental.
- Kong Hyun-ji como el director.
- Oh Kyung-hwa como Hyun-jeong.

## Producción
Secret: Untold Melody es una coproducción de Hive Media Corp., Higround y Solaire Partners. El costo total de producción fue, según distintas fuentes, de 5400 o de 6000 millones de wones. Se estimaba que la inversión llegaría al punto de equilibrio si el filme llegaba a los 800 000 espectadores, meta que alcanzó al mes de exhibición. Además, se esperaban ingresos adicionales por derechos de autor tras su estreno en Indonesia, Estados Unidos, Singapur, Filipinas y otros países.
Se trata de una versión del éxito taiwanés de 2007 Secret, escrito, dirigido y protagonizado por Jay Chou (primera película del país en alcanzar los 100 000 espectadores), y se puede adscribir a una novedosa tendencia de la cinematografía surcoreana de adaptar películas románticas taiwanesas visible en esos últimos años, debido a la popularidad que los originales obtuvieron entre los espectadores de ese país. Este es el caso de la serie Tu tiempo llama (2023) y del filme Hear Me: Our Summer (2024).
Hive Media Corp. anunció el 29 de marzo de 2017 que había adquirido los derechos del original taiwanés y había completado la escritura del guion. Además, estaba buscando un director para comenzar las audiciones, mientras que estaba planificando el rodaje para 2018. El director elegido fue Seo Yoo-min, quien había sido coguionista de The Last Princess en 2016 y director y guionista de Recalled en 2021.
Pero no fue hasta febrero de 2021 cuando se anunció el nombre del protagonista masculino Do Kyung-soo. La previsión entonces era que el rodaje comenzara en el segundo semestre del año. En noviembre Won Jin-ah y Shin Ye-eun confirmaron su participación en la película, y un mes después se añadió el nombre de Bae Sung-woo. La vuelta a la actuación de este último estuvo rodeada de polémicas, a causa de haber sido condenado menos de un año antes por conducción en estado de ebriedad: para muchos comentaristas se trataba de un regreso precipitado. Para preparar sus papeles, tanto Won Jin-ah como Shin Ye-eun practicaron desde varios meses antes del rodaje con el piano y el violín, respectivamente.
El equipo de producción completó las lecturas de guion y la filmación de prueba con Do Kyung-soo, Won Jin-ah y Shin Ye-eun a principios de noviembre de 2021, y comenzó el rodaje el 17 de ese mes, para concluirlo el 21 de enero de 2022.

## Estreno y recepción
Tras la conclusión del rodaje, el estreno se retrasó debido a la pandemia de Covid-19. En diciembre de 2024 se anunció que estaba programado para finales de enero del año sucesivo, coincidiendo con las festividades del Año Nuevo lunar. El 17 se publicó el primer cartel de la película. Más tarde, el 30 estaba programada la conferencia de prensa de presentación, pero fue cancelada como señal de duelo por el accidente del vuelo 2216 de Jeju Air. Al final habría un pase previo para la prensa el 14 de enero en Megabox COEX. El 27 de febrero, a un mes del estreno y ya con la película convertida en un éxito de público, se difundirían hasta cuatro nuevos carteles.
La película se estrenó el 27 de enero de 2025, un día antes de la fecha establecida inicialmente. No obtuvo buenos resultados en su primera semana de exhibición, eclipsada por Hitman 2 y Dark Nuns, pero se recuperó a partir de la segunda semana. En su segundo fin de semana alcanzó la segunda posición en taquilla, la primera en venta anticipada. En esta recuperación tuvo un papel importante el boca a boca de los espectadores. Al final de la tercera semana llegó al punto de equilibrio financiero. Al término de su período de exhibición había vendido 824 156 entradas en 986 salas de cine, para unos ingresos brutos equivalentes a 5 615 969 dólares. El 10 de mayo de 2025 se situaba por este concepto en sexta posición entre las producciones estrenadas en el año.
Fuera de su país, se estrenó en el Festival Internacional de Cine de Hawái, y se distribuyó en Indonesia (donde se estrenó el 5 de febrero), Estados Unidos (14 de febrero), Filipinas (26 de febrero), Vietnam (28 de febrero), Japón, Singapur, Malasia, Tailandia, Brunéi y Taiwán, entre otros países.
Desde el 18 de marzo la película se comenzó a ofrecer en diversos servicios de vídeo en línea (SK Btv, KT Genie tv, LG U+tv), televisión por cable, Watcha, Wavve y Coupang. Desde el 14 de mayo se añadió asimismo la plataforma Disney+.

### Crítica
Shim Sun-ah (Agencia de Noticias Yonhap) compara la producción original taiwanesa con esta adaptación surcoreana, y considera que esta está más arraigada en la realidad y es más verosímil «especialmente en la búsqueda del protagonista masculino por encontrar a la protagonista femenina repentinamente desaparecida». En general se mantiene fiel a su modelo, pero introduce algunas tramas secundarias que «diluyen la simplicidad y la pureza emocional que hicieron tan efectiva la película original», algo a lo que también contribuye el exceso de diálogos. Concluye Shim que «la película no logra ofrecer una banda sonora memorable ni un impacto emocional duradero y deja poca impresión una vez que aparecen los créditos».
Para Kim Ki-joong (Seoul Shinmun), lo primero que llama la atención es la actuación de los protagonistas, que encajan bien en un «amor inocente [y] simplemente cálido». Los dos personajes están mejor definidos, tanto Yoo-jun en la expresión de sus emociones como Jung-ah, que si en el original parecía un personaje débil, aquí «se la retrata como alguien que corre con valentía en busca del amor». Él sí encuentra digna de interés la banda sonora, que a excepción de la canción Secret del propio Jay Chou es toda nueva. Por el contrario, considera que la escena de la batalla de piano, que era «el sello distintivo del original, resulta algo insulsa en la adaptación».